# Consolida
Consolida és un gènere d'unes 40 espècies de plantes amb flors anuals de la família de les ranunculàcies, originària de l'Europa occidental, la Mediterrània i l'Àsia. Els estudis filogenètics conclouen que Consolida és en realitat un clade anual niat dins del gènere Delphinium i que ha estat tractat com a sinònim de Delphinium a Plants of the World Online de Kew.
Consolida es diferencia d'altres espècies de Delphinium (majoritàriament perennes) en l'estructura de la flor, amb només un pètal unit, en lloc dels quatre pètals separats (o més en les cultivars) que es troben en altres Delphinium, i en el fruit, que comprèn un sol fol·licle, en lloc d'un grup de 3 ~ 5 junts.
És una popular planta de jardí i flor tallada, que es cultiva a partir de llavors cada any, amb nombrosos cultivars en tons rosa, blau, porpra i blanc. Als catàlegs de llavors se sol etiquetar com a Esperó de cavaller, un nom comú que fa referència a la forma del calze esperonat, amb "delphinium" reservat als seus parents perennes.

## Taxonomia
Hi ha més de 50 espècies a Consolida:
- Consolida aconiti (sin. Delphinium aconiti)
- Consolida ajacis (sin. Consolida ambigua; Consolida baluchistanica; Delphinium ajacis) — banyetes, banyets, conillets de jardí, esperó de cavaller, palometes: Europa, Xipre, Turquia
- Consolida anthoroidea (sin. Delphinium anthoroideum)
- Consolida arenaria (sin. Delphinium arenarium)
- Consolida armeniaca (sin. Delphinium armeniacum)
- Consolida aucheri (sin. Delphinium aucheri)
- Consolida axilliflora (sin. Delphinium axilliflorum)
- Consolida barbata (sin. Delphinium barbatum)
- Consolida brevicornis (sin. Delphinium brevicorne)
- Consolida camptocarpa (sin. Delphinium camptocarpum) — Afganistan, Turkmenistan, Pakistan
- Consolida coelesyriaca (sin. Delphinium coelesyriacum)
- Consolida cornuta (sin. Delphinium cornutum)
- Consolida cruciata (sin. Delphinium cruciatum)
- Consolida deserti-syriaci (sin. Delphinium deserti-syriaci)
- Consolida flava (sin. Delphinium flavum)
- Consolida glandulosa (sin. Delphinium glandulosum)
- Consolida gombaultii (sin. Delphinium gombaultii)
- Consolida hellespontica (sin. Delphinium hellesponticum)
- Consolida hohenackeri (sin. Delphinium hohenackeri)
- Consolida incana (sin. Delphinium incanum)
- Consolida kabuliana (sin. Delphinium kabulianum)
- Consolida kandaharica (sin. Delphinium kandaharicum)
- Consolida leptocarpa (sin. Delphinium leptocarpum)
- Consolida linarioides (sin. Delphinium linarioides)
- Consolida lineolata (sin. Delphinium lineolatum)
- Consolida lorestanica (sin. Delphinium lorestanicum)
- Consolida mauritanica (sin. Delphinium mauritanicum)
- Consolida oligantha (sin. Delphinium oliganthum)
- Consolida oliveriana (sin. Delphinium oliverianum) — Iran, Iraq, Turquia
- Consolida olopetala (sin. Delphinium olopetalum)
- Consolida orientalis (sin. Delphinium orientale) — palometes: nord d'Àfrica, Europa
- Consolida persica (sin. Consolida halophila; Delphinium persicum)
- Consolida phrygia (sin. Delphinium phrygium)
- Consolida pubescens (sin. Delphinium pubescens) — pelicans: nord d'Àfrica, Europa
- Consolida pusilla (sin. Consolida pygmaea; Delphinium pusillum)
- Consolida raveyi (sin. Delphinium raveyi)
- Consolida regalis (sin. Delphinium consolida) — Àsia occidental, Europa
  - C. r. subsp. divaricata (sin. Consolida divaricata)
  - C. r. subsp. paniculata
  - C. r. subsp. regalis
- Consolida rugulosa (sin. Delphinium rugulosum) — Àsia occidental, Àsia central
- Consolida saccata (sin. Delphinium saccatum)
- Consolida samia (sin. Delphinium samium)
- Consolida schlagintweitii (sin. Delphinium schlagintweitii)
- Consolida scleroclada (sin. Delphinium sclerocladum)
- Consolida staminosa (sin. Delphinium staminosum)
- Consolida stapfiana (sin. Delphinium stapfianum)
- Consolida stenocarpa (sin. Delphinium stenocarpum)
- Consolida stocksiana (sin. Delphinium stocksianum)
- Consolida sulphurea (sin. Delphinium sulphureum) — Turquia
- Consolida teheranica (sin. Delphinium teheranicum)
- Consolida tenuissima (sin. Delphinium tenuissimum)
- Consolida thirkeana (sin. Delphinium thirkeanum)
- Consolida tomentosa (sin. Delphinium tomentosum)
- Consolida trigonelloides (sin. Delphinium trigonelloides)
- Consolida tuntasiana (sin. Delphinium tuntasianum)
- Consolida uechtritziana (sin. Delphinium uechtritzianum)